# 호세 미겔 쿠베로
호세 미겔 쿠베로 로리아(스페인어: José Miguel Cubero Loría, 1987년 2월 14일 ~ )는 코스타리카의 축구 선수이다. 알라후엘렌세와 코스타리카 축구 국가대표팀에서 뛰고 있다.